# Anaïs Bescond
Pour les articles homonymes, voir Bescond.
Anaïs Bescond, née le 15 mai 1987 à Aunay-sur-Odon (Calvados), est une biathlète française faisant partie de l'équipe de France militaire de ski.
Elle compte à son palmarès un titre de championne olympique avec le relais mixte et deux médailles de bronze, obtenues lors de la poursuite ainsi que du relais féminin des Jeux olympiques de PyeongChang en 2018. Elle possède également un titre de championne du monde, remporté en 2016 à Oslo avec le relais mixte. Elle détient aussi cinq médailles d'argent lors des championnats du monde, une lors de l'individuel en 2016, trois obtenues avec le relais féminin lors des éditions de 2011, 2012 et 2015 et la dernière avec le relais mixte en 2015. Elle compte également une victoire en Coupe du monde. Le 16 mars 2022, elle annonce mettre fin à sa carrière.
À l'automne 2022, elle devient entraîneuse de tir de l'équipe de France de Para-biathlon. Elle fait également ses débuts de consultante à la télévision sur La chaîne L'Équipe.

## Carrière
Née dans le Bocage normand, Anaïs Bescond découvre le ski après le déménagement de la famille à Morbier, dans le Jura, notamment lors de la victoire de Patrice Bailly-Salins aux Championnats du monde de biathlon 1995.
Après avoir effectué une carrière encourageante en juniors, avec notamment cinq podiums lors des Championnats du monde juniors de 2005, 2006 et 2007, elle intègre l'équipe de France de biathlon. Elle s'engage au sein de l'Armée de terre, en septembre 2007 où elle est caporal-chef. Parallèlement, elle fait ses débuts en Coupe du monde en 2007 à Oslo-Holmenkollen sur un sprint où elle termine à la soixantième place. Elle obtient ses premiers points en Coupe du monde lors de la saison 2009-2010, lors de l'Individuel de Pokljuka où elle termine vingt-neuvième. Elle obtient ainsi un total de soixante-seize points pour la saison, se classant cinquante-cinquième.
Mais c'est lors de la saison 2010-2011 qu'Anaïs Bescond commence à fréquenter le haut de tableau. Son premier résultat de marque est une cinquième place lors du sprint de Pokljuka. Elle obtient aussi son premier podium en coupe du monde lors du relais d'Oberhof. Lors de cette saison, elle dispute ses premiers Championnats du monde, lors de l'édition de Khanty-Mansiysk. Avec le retrait de Sandrine Bailly et Sylvie Becaert, elle intègre le relais féminin avec Sophie Boilley, les deux autres relayeuses étant les deux autres médaillées des Jeux de Vancouver, Marie Dorin et Marie-Laure Brunet. Ce nouveau relais termine troisième de sa course derrière l'Allemagne et l'Ukraine, cette dernière nation étant ensuite déclassée en raison du dopage de Oksana Khvostenko,. Lors des épreuves individuelles, elle termine trente-neuvième du sprint, vingt-et-unième de la poursuite, seizième de l'individuel et vingt-deuxième de la mass-start. Elle termine la saison à la vingt-cinquième place du classement général de la Coupe du monde.
Le relais français continue d'avoir de bons résultats, avec une deuxième place à Hochfilzen puis une troisième à Oberhof, et une victoire à Antholz-Anterselva. Elle fait également partie du relais mixte, également composé de Sophie Boilley, Jean-Guillaume Béatrix et Vincent Jay, qui l'emporte à Kontiolahti. Lors des mondiaux 2012 de Ruhpolding, le relais féminin, toujours composé d'elle-même ainsi que Brunet, Dorin et Boilley, remporte la médaille d'argent derrière l'Allemagne,. Son meilleur résultat individuel lors de ces mondiaux est une dix-septième place lors de la mass-start, ses autres résultats étant une dix-neuvième place du sprint, une vingt-huitième place de la poursuite et une cinquante-troisième place de l'individuel.
Lors des mondiaux 2013 de Nové Město na Moravě, elle termine vingtième du sprint, vingt-troisième de la poursuite, quarante-huitième de l'Individuel et quatorzième de la mass-start. Dans le relais, dont elle occupe la première position, elle concède trois pioches sur le tir debout, les Françaises terminant finalement sixième d'une course où elles totalisent treize pioches. Peu après, elle obtient son meilleur résultat en Coupe du monde en terminant quatrième de la mass-start d'Oslo-Holmenkollen.
Après une huitième place lors de la poursuite du Grand Bornand, elle remporte sa première victoire en Coupe du monde lors du sprint disputé à Antholz-Anterselva le 16 janvier 2014. Créditée d'une faute au tir, elle devance Andrea Henkel (sans faute) et Darya Domracheva (deux fautes). C'est également la première fois qu'elle monte sur un podium individuel. Elle termine ensuite onzième de la poursuite de cette même étape.
Lors du sprint, première épreuve des Jeux olympiques de Sotchi, elle manque sa première balle avant de réussir ses neuf balles suivantes. Elle termine finalement cinquième, à 29,9 secondes. Cette place lui offre des espoirs pour la poursuite, course où elle termine finalement douzième, après avoir commis une faute lors de chacun de ses deux exercices de tir debout. Lors de sa troisième course, elle termine de nouveau cinquième sur l'individuel, réalisant un dix-huit sur vingt qui la place à 2.14 min de la vainqueure, la Biélorusse Darya Domracheva. Pour la dernière épreuve individuelle, elle réalise le sans-faute lors des deux premiers tirs de la mass-start, mais concède trois fautes sur le tir suivant. Elle termine finalement onzième. Alignée aux côtés de Marie Dorin, Jean-Guillaume Béatrix et Martin Fourcade sur le relais mixte, elle concède une faute sur son tir couché, puis quatre fautes et un tour de pénalité plus tard sur le debout, ce qui condamne les deux hommes à faire une course poursuite. Au terme de son tir debout, Martin Fourcade, ne pouvant plus envisager de médaille, relâche son effort, la France terminant finalement septième. Engagée dans le relais féminin, elle ne dispute finalement pas cette épreuve, Marie-Laure Brunet, première relayeuse des Françaises, étant contrainte à l'abandon en raison d'un malaise vagal.
Malade après les Jeux, elle déclare forfait pour le sprint de Pokljuka, renouant avec la compétition lors de cette même étape sur la mass-start où elle termine à la vingtième place avec un dix-sept sur vingt aux tirs. Sur la fin de saison, elle obtient son meilleur résultat lors de la mass-start d'Holmenkollen où elle termine dixième. Elle termine finalement au vingt-et-unième rang du classement général de la Coupe du monde. Peu après, elle obtient un titre mondial en s'imposant lors des mondiaux militaires de Sodankylä.
Le 3 mars 2016, elle remporte son premier titre de championne du monde de biathlon lors de l'épreuve de relais mixte à Oslo. Pour cette épreuve, elle réalise le premier relais, suivie de Marie Dorin-Habert, Quentin Fillon Maillet et Martin Fourcade. Lors de son passage de relais, elle se place en septième position avec 35 secondes de retard sur la première place détenue par l'équipe des États-Unis après avoir manqué trois fois la cible sur le tir debout. Quelques jours plus tard, lors de l'épreuve de l'individuel, elle devient vice-championne du monde en terminant deuxième derrière sa compatriote et amie Marie Dorin-Habert,.
Anaïs Bescond commence sa saison 2016-2017 par une deuxième place lors de l'individuel d'Östersund, première course de la saison, derrière Laura Dahlmeier. Huitième d'un sprint à Nove Mesto, elle obtient une cinquième place début janvier lors du sprint d'Oberhof puis une deuxième place du relais de Ruhpolding. Souffrant de problèmes de santé, elle connaît des problèmes sur les courses individuelles mais obtient un nouveau podium, deuxième du relais d'Antholz-Anterselva. Pour les mondiaux 2017 disputés à Hochfilzen, elle n'est pas retenue pour le relais mixte, ni pour le sprint, première épreuve individuelle féminine. Alignée sur l'individuel, elle termine à la 53e place. Elle ne participera ensuite ni au relais ni à la mass-start.

### Jeux olympiques d'hiver 2018
Lors des Jeux olympiques de Pyeongchang en 2018, elle remporte la médaille de bronze de la poursuite après une 19e place lors du sprint. Le 20 février, elle remporte l'épreuve de relais mixte en compagnie de Martin Fourcade, Marie Dorin-Habert et Simon Desthieux. Deuxième relayeuse lors de la course, elle évite de peu un tour de pénalité lors de son tir debout en touchant la 5e cible avec sa 8e balle. Elle termine son passage en positionnant la France au 4e rang.
Lors du relais féminin, alignée après Marie Dorin-Habert, Anaïs Chevalier et Justine Braisaz, elle termine le parcours de l'équipe de France, dépassée par la Suédoise Hanna Öberg à la sortie du dernier tir, mais passant la ligne d'arrivée à la 3e place. Elle remporte ainsi trois médailles dans les mêmes Jeux d'hiver.

## Palmarès

### Jeux olympiques
| Édition \ Épreuve | Individuel | Sprint | Poursuite                           | Mass start | Relais                              | Relais mixte                   |
| ----------------- | ---------- | ------ | ----------------------------------- | ---------- | ----------------------------------- | ------------------------------ |
| Sotchi 2014       | 5e         | 5e     | 12e                                 | 11e        | Ab.                                 | 6e                             |
| Pyeongchang 2018  | 31e        | 19e    | Médaille de bronze, Jeux olympiques | 17e        | Médaille de bronze, Jeux olympiques | Médaille d'or, Jeux olympiques |
| Pékin 2022        | 30e        | 9e     | 27e                                 | 29e        | 6e                                  | —                              |

Légende :
- : première place, médaille d'or
- : deuxième place, médaille d'argent
- : troisième place, médaille de bronze
- — : non disputée par Bescond
- Ab. : abandon

### Championnats du monde
| Édition \ Épreuve       | Individuel               | Sprint | Poursuite | Mass start | Relais                   | Relais mixte             | Relais mixte simple              |
| ----------------------- | ------------------------ | ------ | --------- | ---------- | ------------------------ | ------------------------ | -------------------------------- |
| Khanty-Mansiïsk 2011    | 16e                      | 39e    | 21e       | 22e        | Médaille d'argent, monde | —                        | Épreuve inexistante à cette date |
| Ruhpolding 2012         | 53e                      | 19e    | 28e       | 17e        | Médaille d'argent, monde | —                        | Épreuve inexistante à cette date |
| Nové Město 2013         | 48e                      | 20e    | 23e       | 14e        | 6e                       | —                        | Épreuve inexistante à cette date |
| Kontiolahti 2015        | 7e                       | 56e    | NP        | 9e         | Médaille d'argent, monde | Médaille d'argent, monde | Épreuve inexistante à cette date |
| Oslo-Holmenkollen 2016  | Médaille d'argent, monde | 12e    | 12e       | 5e         | Médaille d'argent, monde | Médaille d'or, monde     | Épreuve inexistante à cette date |
| Hochfilzen 2017         | 53e                      | —      | —         | —          | —                        | —                        | Épreuve inexistante à cette date |
| Antholz-Anterselva 2020 | 52e                      | 20e    | 11e       | 10e        | 14e                      | —                        | Médaille de bronze, monde        |
| Pokljuka 2021           | 18e                      | 34e    | 36e       | 23e        | 8e                       | —                        | —                                |

Légende :
- : première place, médaille d'or
- : deuxième place, médaille d'argent
- : troisième place, médaille de bronze
- — : épreuve non disputée par Bescond.
- : pas d'épreuve
- NP : non partante

### Coupe du monde
- Meilleur classement général : 7e en 2018.
- 57 podiums[35] :
  - 14 podiums individuels : 1 victoire, 8 deuxièmes places et 5 troisièmes places.
  - 33 podiums en relais : 6 victoires, 14 deuxièmes places et 13 troisièmes places.
  - 8 podiums en relais mixte : 6 victoires, 1 deuxième place et 1 troisième place.
  - 2 podiums en relais simple mixte : 1 victoire et 1 troisième place.

 Dernière mise à jour le 22 janvier 2022. 

#### Détail des victoires
| Saison / Épreuve | Individuel | Sprint             | Poursuite | Mass start | Total |
| 2013-2014        |            | Antholz-Anterselva |           |            | 1     |
| Total            | 0          | 1                  | 0         | 0          | 1     |

(état au 16 janvier 2014)

#### Classements annuels
| Saison    | Classement général final | Individuel | Sprint | Poursuite | Mass start |
| 2006-2007 | nc                       |            | nc     | nc        |            |
|           |                          |            |        |           |            |
| 2009-2010 | 55e                      | 61e        | 54e    | 45e       |            |
| 2010-2011 | 25e                      | 31e        | 20e    | 27e       | 31e        |
| 2011-2012 | 30e                      | 39e        | 30e    | 29e       | 39e        |
| 2012-2013 | 17e                      | 50e        | 19e    | 18e       | 11e        |
| 2013-2014 | 21e                      | 45e        | 14e    | 28e       | 18e        |
| 2014-2015 | 12e                      | 16e        | 19e    | 14e       | 7e         |
| 2015-2016 | 9e                       | 5e         | 8e     | 15e       | 6e         |
| 2016-2017 | 14e                      | 18e        | 11e    | 17e       | 23e        |
| 2017-2018 | 7e                       | 11e        | 9e     | 6e        | 14e        |
| 2018-2019 | 22e                      | 32e        | 22e    | 20e       | 20e        |
| 2019-2020 | 15e                      | 20e        | 18e    | 17e       | 5e         |
| 2020-2021 | 18e                      | 12e        | 24e    | 22e       | 21e        |
| 2021-2022 | 14e                      | 48e        | 8e     | 6e        | 26e        |

#### Résultats détaillés en Coupe du monde
| Résultats détaillés en Coupe du monde | Résultats détaillés en Coupe du monde | Résultats détaillés en Coupe du monde | Résultats détaillés en Coupe du monde | Résultats détaillés en Coupe du monde | Résultats détaillés en Coupe du monde | Résultats détaillés en Coupe du monde | Résultats détaillés en Coupe du monde | Résultats détaillés en Coupe du monde | Résultats détaillés en Coupe du monde | Résultats détaillés en Coupe du monde | Résultats détaillés en Coupe du monde | Résultats détaillés en Coupe du monde | Résultats détaillés en Coupe du monde | Résultats détaillés en Coupe du monde | Résultats détaillés en Coupe du monde | Résultats détaillés en Coupe du monde | Résultats détaillés en Coupe du monde | Résultats détaillés en Coupe du monde | Résultats détaillés en Coupe du monde | Résultats détaillés en Coupe du monde | Résultats détaillés en Coupe du monde | Résultats détaillés en Coupe du monde | Résultats détaillés en Coupe du monde | Résultats détaillés en Coupe du monde | Résultats détaillés en Coupe du monde | Résultats détaillés en Coupe du monde | Résultats détaillés en Coupe du monde | Résultats détaillés en Coupe du monde | Résultats détaillés en Coupe du monde | Résultats détaillés en Coupe du monde |
| Saison                                | 1                                     | 2                                     | 3                                     | 4                                     | 5                                     | 6                                     | 7                                     | 8                                     | 9                                     | 10                                    | 11                                    | 12                                    | 13                                    | 14                                    | 15                                    | 16                                    | 17                                    | 18                                    | 19                                    | 20                                    | 21                                    | 22                                    | 23                                    | 24                                    | 25                                    | 26                                    | 27                                    | Courses                               | Points                                | Classement                            |
| ------------------------------------- | ------------------------------------- | ------------------------------------- | ------------------------------------- | ------------------------------------- | ------------------------------------- | ------------------------------------- | ------------------------------------- | ------------------------------------- | ------------------------------------- | ------------------------------------- | ------------------------------------- | ------------------------------------- | ------------------------------------- | ------------------------------------- | ------------------------------------- | ------------------------------------- | ------------------------------------- | ------------------------------------- | ------------------------------------- | ------------------------------------- | ------------------------------------- | ------------------------------------- | ------------------------------------- | ------------------------------------- | ------------------------------------- | ------------------------------------- | ------------------------------------- | ------------------------------------- | ------------------------------------- | ------------------------------------- |
| 2006-2007                             |                                       |                                       |                                       |                                       |                                       |                                       |                                       |                                       |                                       |                                       |                                       |                                       |                                       |                                       | .                                     | .                                     | .                                     | .                                     |                                       |                                       |                                       |                                       |                                       |                                       |                                       |                                       |                                       | 2 / 27                                | -                                     | n.c.                                  |
| 2006-2007                             | IN                                    | SP                                    | PU                                    | SP                                    | PU                                    | IN                                    | SP                                    | SP                                    | PU                                    | SP                                    | MS                                    | SP                                    | PU                                    | MS                                    | SP                                    | PU                                    | IN                                    | MS                                    | IN                                    | SP                                    | MS                                    | SP 60e                                | PU Élim.                              | MS                                    | SP                                    | PU                                    | MS                                    | 2 / 27                                | -                                     | n.c.                                  |
|                                       |                                       |                                       |                                       |                                       |                                       |                                       |                                       |                                       |                                       |                                       |                                       |                                       |                                       |                                       |                                       |                                       |                                       |                                       |                                       |                                       |                                       |                                       |                                       |                                       |                                       |                                       |                                       |                                       |                                       |                                       |
| 2009-2010                             |                                       |                                       |                                       |                                       |                                       |                                       |                                       |                                       |                                       |                                       |                                       |                                       |                                       |                                       | .                                     | .                                     | .                                     | .                                     |                                       |                                       |                                       |                                       |                                       |                                       |                                       |                                       |                                       | 9 / 25                                | 78                                    | 55e                                   |
| 2009-2010                             | IN                                    | SP                                    | SP                                    | PU                                    | IN 29e                                | SP 103e                               | PU                                    | SP 77e                                | MS                                    | SP 27e                                | MS                                    | IN 41e                                | SP 21e                                | PU 15e                                | SP                                    | PU                                    | IN                                    | MS                                    | SP 37e                                | PU 39e                                | SP                                    | PU                                    | MS                                    | SP                                    | MS                                    |                                       |                                       | 9 / 25                                | 78                                    | 55e                                   |
| 2010-2011                             |                                       |                                       |                                       |                                       |                                       |                                       |                                       |                                       |                                       |                                       |                                       |                                       |                                       |                                       |                                       |                                       |                                       |                                       |                                       | .                                     | .                                     | .                                     | .                                     |                                       |                                       |                                       |                                       | 22 / 26                               | 361                                   | 24e                                   |
| 2010-2011                             | IN 72e                                | SP 17e                                | PU 25e                                | SP 27e                                | PU 32e                                | IN 44e                                | SP 5e                                 | SP 27e                                | MS                                    | IN 18e                                | SP 25e                                | PU 32e                                | SP 37e                                | MS                                    | SP                                    | PU                                    | SP 12e                                | PU 15e                                | MS 24e                                | SP 38e                                | PU 20e                                | IN 16e                                | MS 21e                                | SP 14e=                               | PU 30e                                | MS 28e                                |                                       | 22 / 26                               | 361                                   | 24e                                   |
| 2011-2012                             |                                       |                                       |                                       |                                       |                                       |                                       |                                       |                                       |                                       |                                       |                                       |                                       |                                       |                                       |                                       |                                       |                                       |                                       |                                       | .                                     | .                                     | .                                     | .                                     |                                       |                                       |                                       |                                       | 22 / 26                               | 258                                   | 28e                                   |
| 2011-2012                             | IN 62e                                | SP 24e                                | PU 28e                                | SP 23e                                | PU 39e                                | SP 50e=                               | PU 47e                                | SP 24e                                | MS                                    | IN 18e                                | SP 59e                                | PU 38e                                | SP 32e                                | MS                                    | SP 32e                                | PU 18e                                | MS                                    | SP 11e                                | PU 16e                                | SP 19e                                | PU 28e                                | IN 53e                                | MS 17e                                | SP 42e                                | PU 31e                                | MS                                    |                                       | 22 / 26                               | 258                                   | 28e                                   |
| 2012-2013                             |                                       |                                       |                                       |                                       |                                       |                                       |                                       |                                       |                                       |                                       |                                       |                                       |                                       |                                       | .                                     | .                                     | .                                     | .                                     |                                       |                                       |                                       |                                       |                                       |                                       |                                       |                                       |                                       | 24 / 26                               | 499                                   | 17e                                   |
| 2012-2013                             | IN 68e                                | SP 15e                                | PU 24e                                | SP 21e                                | PU 14e                                | SP 20e                                | PU 13e                                | MS 10e                                | SP 8e                                 | PU 20e                                | SP 80e                                | MS 19e                                | SP N.P.                               | PU                                    | SP 20e                                | PU 23e                                | IN 48e                                | MS 14e                                | SP 40e                                | PU 14e                                | MS 4e                                 | IN 28e                                | SP 28e                                | SP 9e                                 | PU 9e                                 | MS 16e                                |                                       | 24 / 26                               | 499                                   | 17e                                   |
| 2013-2014                             |                                       |                                       |                                       |                                       |                                       |                                       |                                       |                                       |                                       |                                       |                                       |                                       |                                       |                                       | .                                     | .                                     | .                                     | .                                     |                                       |                                       |                                       |                                       |                                       |                                       |                                       |                                       |                                       | 17 / 22                               | 362                                   | 21e                                   |
| 2013-2014                             | IN 46e                                | SP 9e                                 | PU Ann.                               | SP 14e                                | PU 30e                                | SP 21e                                | PU 8e                                 | SP N.P.                               | PU                                    | MS 29e                                | IN 29e                                | PU 11e                                | SP 1er                                | PU 11e                                | SP 5e                                 | PU 11e                                | IN 5e                                 | MS 10e                                | SP N.P.                               | PU                                    | MS 19e                                | SP 33e                                | SP 14e                                | PU 31e                                | SP 43e                                | PU N.P.                               | MS 9e                                 | 17 / 22                               | 362                                   | 21e                                   |
| 2014-2015                             |                                       |                                       |                                       |                                       |                                       |                                       |                                       |                                       |                                       |                                       |                                       |                                       |                                       |                                       |                                       |                                       |                                       |                                       | .                                     | .                                     | .                                     | .                                     |                                       |                                       |                                       |                                       |                                       | 24 / 25                               | 560                                   | 12e                                   |
| 2014-2015                             | IN 40e                                | SP 18e                                | PU 11e                                | SP 9e                                 | PU 2e                                 | SP 35e                                | PU 31e                                | MS 2e                                 | SP 51e                                | MS 22e                                | SP 50e                                | MS 5e                                 | SP 48e                                | PU 37e                                | SP 10e                                | PU 12e                                | IN 10e                                | SP 4e                                 | SP 55e                                | PU N.P.                               | IN 7e                                 | MS 9e                                 | SP 12e                                | PU 9e                                 | MS 16e                                |                                       |                                       | 24 / 25                               | 560                                   | 12e                                   |
| 2015-2016                             |                                       |                                       |                                       |                                       |                                       |                                       |                                       |                                       |                                       |                                       |                                       |                                       |                                       |                                       |                                       |                                       |                                       |                                       |                                       | .                                     | .                                     | .                                     | .                                     |                                       |                                       |                                       |                                       | 24 / 25                               | 666                                   | 9e                                    |
| 2015-2016                             | IN 9e                                 | SP 86e                                | PU                                    | SP 4e                                 | PU 16e                                | SP 27e                                | PU 26e                                | MS 19e                                | SP 21e                                | PU 33e                                | MS 4e                                 | IN 20e                                | MS 20e                                | SP 4e                                 | PU 10e                                | SP 24e                                | MS 6e                                 | SP 8e                                 | PU 18e                                | SP 12e                                | PU 12e                                | IN 2e                                 | MS 5e                                 | SP 8e                                 | PU 11e                                | MS Ann.                               |                                       | 24 / 25                               | 666                                   | 9e                                    |
| 2016-2017                             |                                       |                                       |                                       |                                       |                                       |                                       |                                       |                                       |                                       |                                       |                                       |                                       |                                       |                                       |                                       | .                                     | .                                     | .                                     | .                                     |                                       |                                       |                                       |                                       |                                       |                                       |                                       |                                       | 23 / 26                               | 503                                   | 14e                                   |
| 2016-2017                             | IN 2e                                 | SP 22e                                | PU 26e                                | SP 47e                                | PU 39e                                | SP 8e                                 | PU 27e                                | MS 20e                                | SP 18e                                | PU 5e                                 | MS 26e                                | SP 9e                                 | PU 40e                                | IN DSQ                                | MS 25e                                | SP                                    | PU                                    | IN 53e                                | MS                                    | SP 8e=                                | PU 3e                                 | SP 28e                                | PU 13e                                | SP 3e                                 | PU 22e                                | MS 7e                                 |                                       | 23 / 26                               | 503                                   | 14e                                   |
| 2017-2018                             |                                       |                                       |                                       |                                       |                                       |                                       |                                       |                                       |                                       |                                       |                                       |                                       |                                       |                                       |                                       | .                                     | .                                     | .                                     | .                                     |                                       |                                       |                                       |                                       |                                       |                                       |                                       |                                       | 22 / 22                               | 582                                   | 7e                                    |
| 2017-2018                             | IN 24e                                | SP 17e                                | PU 24e                                | SP 7e                                 | PU 13e                                | SP 28e                                | PU 12e                                | MS 13e                                | SP 21e                                | PU 10e                                | IN 8e                                 | MS 17e                                | SP 5e                                 | PU 8e                                 | MS 24e                                | SP 19e                                | PU 3e                                 | IN 31e                                | MS 17e                                | SP 27e                                | MS 12e                                | SP 12e                                | PU 18e                                | SP 4e                                 | PU 2e                                 | MS 13e                                |                                       | 22 / 22                               | 582                                   | 7e                                    |
| 2018-2019                             |                                       |                                       |                                       |                                       |                                       |                                       |                                       |                                       |                                       |                                       |                                       |                                       |                                       |                                       |                                       |                                       |                                       |                                       |                                       | .                                     | .                                     | .                                     | .                                     |                                       |                                       |                                       |                                       | 21 / 25                               | 425                                   | 22e                                   |
| 2018-2019                             | IN 75e                                | SP 30e                                | PU 33e                                | SP 31e                                | PU 29e                                | SP 24e                                | PU 13e                                | MS 21e                                | SP 8e                                 | PU 4e                                 | SP 5e                                 | MS 9e                                 | SP 13e                                | PU 19e                                | MS 17e                                | SI 7e                                 | SP Ann.                               | SP 39e                                | PU 23e                                | SP                                    | PU                                    | IN                                    | MS                                    | SP 58e                                | PU 25e                                | MS 17e                                |                                       | 21 / 25                               | 425                                   | 22e                                   |
| 2019-2020                             |                                       |                                       |                                       |                                       |                                       |                                       |                                       |                                       |                                       |                                       |                                       |                                       |                                       | .                                     | .                                     | .                                     | .                                     |                                       |                                       |                                       |                                       |                                       |                                       |                                       |                                       |                                       |                                       | 20 / 21                               | 450                                   | 15e                                   |
| 2019-2020                             | SP 21e                                | IN 61e                                | SP 10e                                | PU 6e                                 | SP 78e                                | PU                                    | MS 7e                                 | SP 31e                                | MS 11e                                | SP 39e                                | PU 42e                                | IN 3e                                 | MS 3e                                 | SP 20e                                | PU 11e                                | IN 52e                                | MS 10e                                | SP 2e                                 | MS 14e                                | SP 42e                                | PU 17e                                | SP Ann.                               | PU Ann.                               | MS Ann.                               |                                       |                                       |                                       | 20 / 21                               | 450                                   | 15e                                   |
| 2020-2021                             |                                       |                                       |                                       |                                       |                                       |                                       |                                       |                                       |                                       |                                       |                                       |                                       |                                       |                                       |                                       | .                                     | .                                     | .                                     | .                                     |                                       |                                       |                                       |                                       |                                       |                                       |                                       |                                       | 26 / 26                               | 442                                   | 18e                                   |
| 2020-2021                             | IN 6e                                 | SP 44e                                | SP 15e                                | PU 27e                                | SP 30e                                | PU 20e                                | SP 32e                                | PU 37e                                | MS 18e                                | SP 12e                                | PU 20e                                | SP 14e                                | MS 22e                                | IN 19e                                | MS 9e                                 | SP 34e                                | PU 36e                                | IN 18e                                | MS 23e                                | SP 26e                                | PU 8e                                 | SP 36e                                | PU 18e                                | SP 25e                                | PU 56e                                | MS 25e                                |                                       | 26 / 26                               | 442                                   | 18e                                   |
| 2021-2022                             |                                       |                                       |                                       |                                       |                                       |                                       |                                       |                                       |                                       |                                       |                                       |                                       |                                       |                                       |                                       | .                                     | .                                     | .                                     | .                                     |                                       |                                       |                                       |                                       |                                       |                                       |                                       |                                       | 21 / 22                               | 515                                   | 14e                                   |
| 2021-2022                             | IN 28e                                | SP 13e                                | SP 14e                                | PU 2e                                 | SP 14e                                | PU 32e                                | SP 2e                                 | PU 6e                                 | MS                                    | SP 17e                                | PU 23e                                | SP 7e                                 | PU 4e                                 | IN 77e                                | MS 13e                                | IN 30e                                | SP 9e                                 | PU 27e                                | MS 29e                                | SP 21e                                | PU 13e                                | SP 17e                                | MS 23e                                | SP 37e                                | PU 23e                                | MS 28e                                |                                       | 21 / 22                               | 515                                   | 14e                                   |

#### Podiums en relais en Coupe du monde
| Podiums en relais en Coupe du monde | Podiums en relais en Coupe du monde | Podiums en relais en Coupe du monde | Podiums en relais en Coupe du monde | Podiums en relais en Coupe du monde | Podiums en relais en Coupe du monde | Podiums en relais en Coupe du monde | Podiums en relais en Coupe du monde | Podiums en relais en Coupe du monde | Podiums en relais en Coupe du monde | Podiums en relais en Coupe du monde |
| n°                                  | Saison                              | Date                                | Lieu                                | Épreuve                             | Résultat                            | Composition                         | Composition                         | Composition                         | Composition                         | Compétition                         |
| ----------------------------------- | ----------------------------------- | ----------------------------------- | ----------------------------------- | ----------------------------------- | ----------------------------------- | ----------------------------------- | ----------------------------------- | ----------------------------------- | ----------------------------------- | ----------------------------------- |
| 1                                   | 2010-2011                           | 06-01-2011                          | Oberhof                             | Relais 4 × 6 km                     | Médaille d'argent                   | A. Bescond                          | M. Dorin                            | P. Macabies                         | M.-L. Brunet                        | Coupe du monde                      |
| 2                                   | 2010-2011                           | 13-03-2011                          | Khanty-Mansiisk                     | Relais 4 × 6 km                     | Médaille d'argent, monde            | A. Bescond                          | M.-L. Brunet                        | S. Boilley                          | M. Dorin                            | Championnats du monde               |
| 3                                   | 2011-2012                           | 11-12-2011                          | Hochfilzen                          | Relais 4 × 6 km                     | Médaille d'argent                   | M.-L. Brunet                        | A. Bescond                          | S. Boilley                          | M. Dorin-Habert                     | Coupe du monde                      |
| 4                                   | 2011-2012                           | 04-01-2012                          | Oberhof                             | Relais 4 × 6 km                     | Médaille de bronze                  | M. Dorin-Habert                     | A. Bescond                          | M. Bolliet                          | S. Boilley                          | Coupe du monde                      |
| 5                                   | 2011-2012                           | 21-01-2012                          | Antholz                             | Relais 4 × 6 km                     | Médaille d'or                       | M.-L. Brunet                        | S. Boilley                          | A. Bescond                          | M. Dorin-Habert                     | Coupe du monde                      |
| 6                                   | 2011-2012                           | 10-02-2012                          | Kontiolahti                         | Relais mixte                        | Médaille d'or                       | S. Boilley                          | A. Bescond                          | J.-G. Béatrix                       | V. Jay                              | Coupe du monde                      |
| 7                                   | 2011-2012                           | 10-03-2012                          | Ruhpolding                          | Relais 4 × 6 km                     | Médaille d'argent, monde            | M.-L. Brunet                        | S. Boilley                          | A. Bescond                          | M. Dorin-Habert                     | Championnats du monde               |
| 8                                   | 2012-2013                           | 03-01-2013                          | Oberhof                             | Relais 4 × 6 km                     | Médaille d'argent                   | M.-L. Brunet                        | A. Bescond                          | S. Boilley                          | M. Dorin-Habert                     | Coupe du monde                      |
| 9                                   | 2012-2013                           | 20-01-2013                          | Antholz                             | Relais 4 × 6 km                     | Médaille de bronze                  | A. Bescond                          | S. Boilley                          | M.-L. Brunet                        | M. Dorin-Habert                     | Coupe du monde                      |
| 10                                  | 2013-2014                           | 07-12-2013                          | Hochfilzen                          | Relais 4 × 6 km                     | Médaille de bronze                  | M.-L. Brunet                        | S. Boilley                          | A. Chevalier                        | A. Bescond                          | Coupe du monde                      |
| 11                                  | 2014-2015                           | 30-11-2014                          | Östersund                           | Relais mixte                        | Médaille d'or                       | A. Bescond                          | A. Chevalier                        | S. Fourcade                         | M. Fourcade                         | Coupe du monde                      |
| 12                                  | 2014-2015                           | 07-01-2015                          | Oberhof                             | Relais 4 × 6 km                     | Médaille d'argent                   | M. Bolliet                          | M. Dorin-Habert                     | J. Braisaz                          | A. Bescond                          | Coupe du monde                      |
| 13                                  | 2014-2015                           | 15-02-2015                          | Oslo                                | Relais 4 × 6 km                     | Médaille de bronze                  | A. Bescond                          | E. Latuillière                      | C. Varcin                           | M. Dorin-Habert                     | Coupe du monde                      |
| 14                                  | 2014-2015                           | 05-03-2015                          | Kontiolahti                         | Relais mixte                        | Médaille d'argent, monde            | A. Bescond                          | M. Dorin-Habert                     | J.-G. Béatrix                       | M. Fourcade                         | Championnats du monde               |
| 15                                  | 2014-2015                           | 13-03-2015                          | Kontiolahti                         | Relais 4 × 6 km                     | Médaille d'argent, monde            | A. Bescond                          | E. Latuillière                      | J. Braisaz                          | M. Dorin-Habert                     | Championnats du monde               |
| 16                                  | 2015-2016                           | 24-01-2016                          | Antholz                             | Relais 4 × 6 km                     | Médaille d'or                       | J. Braisaz                          | A. Bescond                          | A. Chevalier                        | M. Dorin-Habert                     | Coupe du monde                      |
| 17                                  | 2015-2016                           | 03-03-2016                          | Oslo                                | Relais mixte                        | Médaille d'or, monde                | A. Bescond                          | M. Dorin-Habert                     | Q. Fillon Maillet                   | M. Fourcade                         | Championnats du monde               |
| 18                                  | 2015-2016                           | 11-03-2016                          | Oslo                                | Relais 4 × 6 km                     | Médaille d'argent, monde            | J. Braisaz                          | A. Bescond                          | A. Chevalier                        | M. Dorin-Habert                     | Championnats du monde               |
| 19                                  | 2016-2017                           | 12-01-2017                          | Ruhpolding                          | Relais 4 × 6 km                     | Médaille d'argent                   | A. Chevalier                        | J. Braisaz                          | A. Bescond                          | C. Aymonier                         | Coupe du monde                      |
| 20                                  | 2016-2017                           | 22-01-2017                          | Antholz                             | Relais 4 × 6 km                     | Médaille d'argent                   | A. Chevalier                        | J. Braisaz                          | A. Bescond                          | M. Dorin-Habert                     | Coupe du monde                      |
| 21                                  | 2016-2017                           | 12-03-2017                          | Kontiolahti                         | Relais mixte                        | Médaille d'or                       | M. Dorin-Habert                     | A. Bescond                          | S. Desthieux                        | Q. Fillon Maillet                   | Coupe du monde                      |
| 22                                  | 2017-2018                           | 10-12-2017                          | Hochfilzen                          | Relais 4 × 6 km                     | Médaille de bronze                  | M. Dorin-Habert                     | C. Aymonier                         | J. Braisaz                          | A. Bescond                          | Coupe du monde                      |
| 23                                  | 2017-2018                           | 07-01-2018                          | Oberhof                             | Relais 4 × 6 km                     | Médaille d'or                       | A. Bescond                          | A. Chevalier-Bouchet                | C. Aymonier                         | J. Braisaz                          | Coupe du monde                      |
| 24                                  | 2017-2018                           | 20-02-2018                          | Pyeongchang                         | Relais mixte                        | Médaille d'or, Jeux olympiques      | M. Dorin-Habert                     | A. Bescond                          | S. Desthieux                        | M. Fourcade                         | Jeux olympiques                     |
| 25                                  | 2017-2018                           | 22-02-2018                          | Pyeongchang                         | Relais 4 × 6 km                     | Médaille de bronze, Jeux olympiques | A. Chevalier-Bouchet                | M. Dorin-Habert                     | J. Braisaz                          | A. Bescond                          | Jeux olympiques                     |
| 26                                  | 2017-2018                           | 17-03-2018                          | Oslo                                | Relais 4 × 6 km                     | Médaille d'or                       | A. Chevalier-Bouchet                | C. Aymonier                         | M. Dorin-Habert                     | A. Bescond                          | Coupe du monde                      |
| 27                                  | 2018-2019                           | 02-12-2018                          | Pokljuka                            | Relais mixte                        | Médaille d'or                       | A. Bescond                          | J. Braisaz                          | M. Fourcade                         | S. Desthieux                        | Coupe du monde                      |
| 28                                  | 2018-2019                           | 16-12-2018                          | Hochfilzen                          | Relais 4 × 6 km                     | Médaille de bronze                  | A. Chevalier-Bouchet                | J. Simon                            | C. Aymonier                         | A. Bescond                          | Coupe du monde                      |
| 29                                  | 2018-2019                           | 19-01-2019                          | Ruhpolding                          | Relais 4 × 6 km                     | Médaille d'or                       | J. Simon                            | A. Bescond                          | J. Braisaz                          | A. Chevalier-Bouchet                | Coupe du monde                      |
| 30                                  | 2018-2019                           | 08-02-2019                          | Canmore                             | Relais 4 × 6 km                     | Médaille de bronze                  | A. Chevalier-Bouchet                | J. Braisaz                          | A. Bescond                          | J. Simon                            | Coupe du monde                      |
| 31                                  | 2019-2020                           | 11-01-2020                          | Oberhof                             | Relais 4 × 6 km                     | Médaille de bronze                  | J. Simon                            | A. Bescond                          | C. Aymonier                         | J. Braisaz                          | Coupe du monde                      |
| 32                                  | 2019-2020                           | 17-01-2020                          | Ruhpolding                          | Relais 4 × 6 km                     | Médaille d'argent                   | J. Simon                            | A. Bescond                          | C. Aymonier                         | J. Braisaz                          | Coupe du monde                      |
| 33                                  | 2019-2020                           | 25-01-2020                          | Pokljuka                            | Relais mixte simple                 | Médaille d'or                       | É. Jacquelin                        | A. Bescond                          | É. Jacquelin                        | A. Bescond                          | Coupe du monde                      |
| 34                                  | 2019-2020                           | 20-02-2020                          | Antholz                             | Relais mixte simple                 | Médaille de bronze, monde           | A. Bescond                          | É. Jacquelin                        | A. Bescond                          | É. Jacquelin                        | Championnats du monde               |
| 35                                  | 2019-2020                           | 07-03-2020                          | Nové Město                          | Relais 4 × 6 km                     | Médaille d'argent                   | J. Simon                            | J. Braisaz                          | C. Chevalier                        | A. Bescond                          | Coupe du monde                      |
| 36                                  | 2020-2021                           | 05-12-2020                          | Kontiolahti                         | Relais 4 × 6 km                     | Médaille d'argent                   | A. Bescond                          | A. Chevalier-Bouchet                | C. Chevalier                        | J. Braisaz-Bouchet                  | Coupe du monde                      |
| 37                                  | 2020-2021                           | 12-12-2020                          | Hochfilzen                          | Relais 4 × 6 km                     | Médaille d'argent                   | A. Bescond                          | J. Simon                            | J. Braisaz-Bouchet                  | A. Chevalier-Bouchet                | Coupe du monde                      |
| 38                                  | 2020-2021                           | 24-01-2021                          | Antholz                             | Relais 4 × 6 km                     | Médaille de bronze                  | A. Bescond                          | A. Chevalier-Bouchet                | J. Braisaz-Bouchet                  | J. Simon                            | Coupe du monde                      |
| 39                                  | 2020-2021                           | 04-03-2021                          | Nové Město                          | Relais 4 × 6 km                     | Médaille de bronze                  | A. Bescond                          | J. Braisaz-Bouchet                  | C. Chevalier                        | J. Simon                            | Coupe du monde                      |
| 40                                  | 2021-2022                           | 05-12-2021                          | Östersund                           | Relais 4 × 6 km                     | Médaille d'or                       | A. Bescond                          | A. Chevalier-Bouchet                | J. Simon                            | J. Braisaz-Bouchet                  | Coupe du monde                      |
| 41                                  | 2021-2022                           | 11-12-2021                          | Hochfilzen                          | Relais 4 × 6 km                     | Médaille de bronze                  | A. Bescond                          | A. Chevalier-Bouchet                | C. Chevalier                        | J. Braisaz-Bouchet                  | Coupe du monde                      |
| 42                                  | 2021-2022                           | 08-01-2022                          | Oberhof                             | Relais mixte                        | Médaille de bronze                  | A. Guigonnat                        | S. Desthieux                        | A. Bescond                          | J. Simon                            | Coupe du monde                      |
| 43                                  | 2021-2022                           | 22-01-2022                          | Antholz                             | Relais 4 × 6 km                     | Médaille de bronze                  | C. Chevalier                        | J. Braisaz-Bouchet                  | P. Botet                            | A. Bescond                          | Coupe du monde                      |

### Championnats d'Europe
| Édition \ Épreuve | Individuel | Sprint | Poursuite | Relais |
| ----------------- | ---------- | ------ | --------- | ------ |
| Nové Město 2008   | 22e        | 22e    | 13e       | 6e     |
| Otepää 2010       | 36e        | 15e    | 13e       | —      |

### Championnats du monde juniors et de la jeunesse
| Édition \ Épreuve | Individuel                | Sprint                    | Poursuite | Relais                   |
| ----------------- | ------------------------- | ------------------------- | --------- | ------------------------ |
| Kontiolahti 2005  | 6e                        | 8e                        | 13e       | Médaille d'or, monde     |
| Kontiolahti 2005  | —                         | —                         | —         | 9e                       |
| Val Martello 2007 | Médaille de bronze, monde | Médaille de bronze, monde | 7e        | Médaille d'argent, monde |
| Ruhpolding 2008   | 5e                        | 5e                        | 7e        | Médaille d'argent, monde |

Légende :
- participation aux Championnats du monde de la jeunesse

### Championnats de France
- Championne de France du sprint en 2011

### Championnats de France de biathlon d'été
- Championne de France du sprint court en 2017 et 2020
- Championne de France du sprint en 2014, 2017 et 2021
- Championne de France de la poursuite en 2014, 2017, 2018 et 2019

## Distinctions
Chevalier de l'ordre de la Légion d'Honneur en 2018